# 北九州市立高生中学校
北九州市立高生中学校（きたきゅうしゅうしりつ たかおちゅうがっこう）は、福岡県北九州市戸畑区高峰一丁目にある公立中学校。

## 概要
1987年に、高峰中学校と浅生中学校の統合により開校した。高峰の「高」と浅生の「生」を組み合わせた校名である。
戸畑祇園大山笠の小若山笠は中学生が担当しており、当該地区の「小東山笠」は当校の男子生徒が担いでいる。

## 沿革
- 1987年4月1日 - 旧浅生中学校の校舎より高生中学校を開校する[2]。
- 1989年4月 - 校舎を移転し、新校舎竣工落成式・校訓記念碑除幕式を挙行する。

## 部活動
運動部
- 野球
- 男女陸上
- 剣道
- 女子ソフトテニス
- 男女バスケットボール

文化部
- 美術
- 家庭

## 進学前小学校
- 北九州市立戸畑中央小学校（一部）[3]
- 北九州市立牧山小学校（一部）[3]

## 卒業生
- 恵良敏彦 - プロボクサー（第35代タイ国フライ級チャンピオン）